# Thomas Pieters
Thomas Pieters (nascido em 27 de janeiro de 1992) é um golfista profissional belga que atualmente joga nos torneios do Circuito Europeu.
No golfe dos Jogos Olímpicos de Verão de 2016, realizados no Rio de Janeiro, Brasil, terminou sua participação na competição de jogo por tacadas individual masculino em quarto lugar, representando Bélgica.

## Vitórias profissionais (3)

### Títulos no Circuito Europeu (3)
| N.º | Data                   | Torneio                | Pontuação máxima      | Margem de vitória | Vice-campeão(ões)                |
| --- | ---------------------- | ---------------------- | --------------------- | ----------------- | -------------------------------- |
| 1   | 30 de agosto de 2015   | D+D Real Czech Masters | −20 (66-68-65-69=268) | 3 tacadas         | Pelle Edberg                     |
| 2   | 13 de setembro de 2015 | KLM Open               | −19 (68-66-62-65=261) | 1 tacada          | Eduardo de la Riva, Lee Slattery |
| 3   | 28 de agosto de 2016   | Made in Denmark        | −17 (62-71-69-65=267) | 1 tacada          | Bradley Dredge                   |